# 國家紀念碑 (阿姆斯特丹)

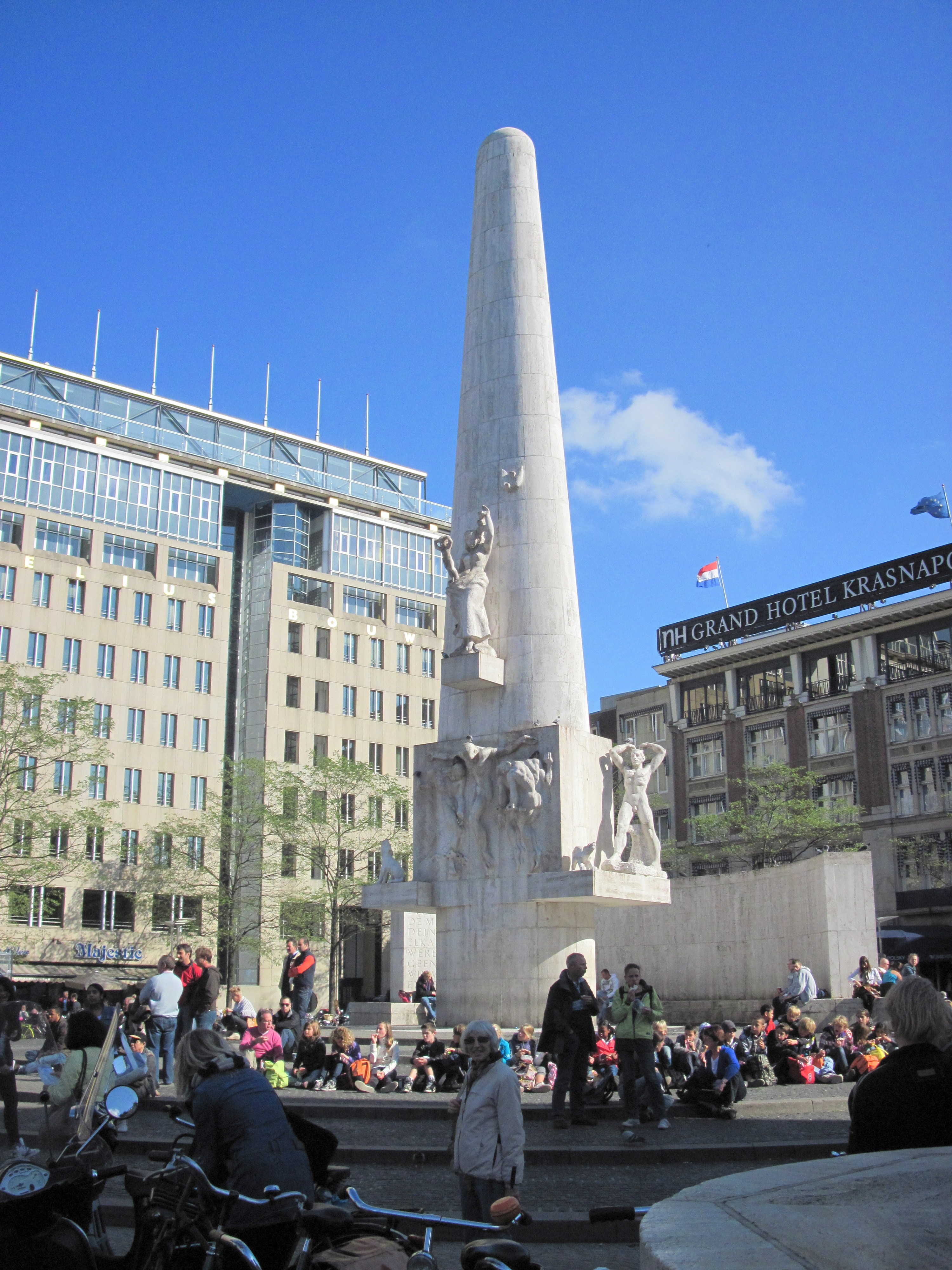
國家紀念碑

國家紀念碑（Nationaal Monument）是荷蘭阿姆斯特丹水壩廣場上的一座紀念碑。

## 历史
竣工於1956年。這座紀念碑是為了紀念在二戰及之後的武裝衝突中犧牲的荷蘭人。紀念碑的設計者是荷蘭建築家J.J.P. Oud。